# 空白に落ちた男
『空白に落ちた男』（くうはくにおちたおとこ）は、「水と油」、パリを経てマイムをベースにパフォーマンスの新境地を開拓し続ける小野寺修二によって作・演出されたダンスパフォーマンス作品。主演はダンサーの首藤康之。初演は2008年にベニサン・ピットにて上演され、53回の公演を成功させた。
サスペンスタッチの展開でセリフのないマイムの世界で物語は展開するが、実際にセリフを「音」として発するよりも雄弁に「コトバ」を表現している。また、無声映画を体験しているかのような、エスプリとユーモア溢れた作品である。
2010年7月、パルコ劇場にて再演された。ウィリアム・フォーサイスのカンパニーで活躍中の安藤洋子、コンドルズの藤田善宏を迎えてのリニューアル上演となる。

## 公演概要

### 初演
- 期間：2008年1月14日 - 2月28日[1]
- 場所：ベニサン・ピット
- 作・演出：小野寺修二
- 音楽：coba
- 出演：首藤康之、梶原暁子、藤田桃子、丸山和彰、小野寺修二

### 再演
- 期間：2010年7月24日 - 8月3日[2]
- 場所：パルコ劇場
- 作・演出：小野寺修二
- 音楽：coba
- 出演：首藤康之、安藤洋子、藤田善宏、藤田桃子、小野寺修二

## ストーリー
男の名前はS。ある日見知らぬ男と出会い、その時から無意識の内に不可思議な現象に引き込まれてしまう。全うに生きてきた筈なのに、触れられたくない記憶が迫ってくる。夢なのか？現実なのか？